# أليستير هاركنيس
أليستير هاركنيس هو سياسي أسترالي، ولد في 7 أغسطس 1974. نشط حزبياً في حزب العمال الأسترالي. وقد انتخب عضو الجمعية التشريعية  في فيكتوريا ‏.